# Cal Crutchlow
Cal Crutchlow (Coventry, 1985. november 29. –) brit motorversenyző, 2021-ig a MotoGP királykategóriájában versenyezett.
Korábbi brit Supersport- és Supersport-világbajnok, brit Superbike- és Superbike-futamgyőztes.

## Karrierje

### Kezdetek
Bár apja motorversenyző volt, őt csak elég későn, mindössze tizenegy évesen kezdte ez érdekelni. Korábban labdarúgó szeretett volna lenni, járt próbajátékon a Coventrynél és az Aston Villánál is.
Legkomolyabb junior sikerei az UK Junior Challenge, valamint az Aprilia RS125 Challenge megnyerése 1999-ben, illetve 2001-ben. 2006-ban megnyerte a brit Supersport bajnokságot.

### Brit Superbike
2007-ben mutatkozhatott be a brit Superbike bajnokságban a Rizla Suzuki csapatánál, ahol csapattársa a négyszeres második Chris Walker lett. Első szezonjában megszerezte első pole-pozícióját és első dobogós helyezését is. A következő idényre csapatot váltott, a HM Plant Honda versenyzője lett. A thruxtoni második versenyen megszerezte első győzelmét a sorozatban. A szezon során végül összesen két győzelmet aratott, összetettben pedig harmadikként zárt.

### Supersport
2008. szeptember 23-án jelentették be, hogy Crutchlow a Wilco Zeelenberg vezette gyári Yamaha csapat tagja lesz. A szezon során egészen a cseh versenyig nem végzett negyediknél rosszabb helyen, ekkor egy műszaki hiba miatt feladni kényszerült a futamot. Ez még nem jelentett komoly veszélyt Crutchlow vezető pozíciójára, azonban miután a második, imolai versenyt sem tudta befejezni, a második Eugene Laverty három pontra zárkózott fel mögé. Az utolsó előtti versenyen Laverty csak tizenharmadik lett, miközben Crutchlow másodikként zárt, így hiába nyerte meg a szezonzáró portimaoi versenyt, negyedik helyének köszönhetően Crutchlow végül hétpontos előnnyel az élen maradt.

### Superbike
Superbike-karrierje 2008-ban kezdődött, amikor négy versenyen elindulhatott szabadkártyásként. Ezek közül az európai nagydíj második futama sikerült a legjobban, másodikként zárt.
2010-re már teljes szezonra szóló szerződést kapott, csapattársa a korábbi világbajnok James Toseland lett, aki elvesztette helyét a MotoGP-ben. Első két versenyét Silverstone-ban nyerte, miután nagy csatában legyőzte Jonathan Reát. Később az első Magny-Cours-i versenyen is elsőként intették le, végül 284 ponttal ötödikként zárt.

### MotoGP
2010. szeptember 5-én jelentették be, hogy a 2011-es szezonra a Tech 3 versenyzője lesz a távozó Ben Spies helyén.

## Statisztika

### Teljes brit Supersport-eredménylistája
| Év   | Osztály | Csapat | SIL | BHI | SNE | OUL | MON | SNE | BHGP | KNO | MAL | CRO | CAD | OUL | DON | Poz. | Pont | Forrás |
| 2004 | BSS     | Honda  | 7   | Ki  | Ki  | 5   | 5   | 15  |      | 7   | 7   | 9   | Ki  | 7   | 7   | 10.  | 75   |        |

| Év   | Osztály | Csapat | BHI | THR | MAL | OUL | MON | CRO | KNO | SNE | SIL | CAD | OUL | DON | BHGP | Poz. | Pont | Forrás |
| 2005 | BSS     | Honda  | Ki  | 7   | 4   | 2   | 4   |     | 8   | 3   | 3   | 1   | 1   | Ki  | 3    | 3.   | 161  |        |

| Év   | Osztály | Csapat | BHI | DON | THR | OUL | MON | MAL | SNE | KNO | OUL | CRO | CAD | SIL | BHGP | Poz. | Pont | Forrás |
| 2006 | BSS     | Honda  | 2   | 1   | 3   | 2   | T   | 1   | 2   | 1   | 1   | Ki  | 3   | 1   | 1    | 1.   | 242  |        |

### Teljes brit Superbike-eredménylistája
| Év   | Motor  | 1       | 1       | 2     | 2      | 3      | 3      | 4      | 4      | 5     | 5      | 6     | 6      | 7      | 7      | 8     | 8      | 9      | 9     | 10    | 10     | 11    | 11    | 12     | 12     | 13    | 13    | Poz. | Pont | Forrás |
| Év   | Motor  | V1      | V2      | V1    | V2     | V1     | V2     | V1     | V2     | V1    | V2     | V1    | V2     | V1     | V2     | V1    | V2     | V1     | V2    | V1    | V2     | V1    | V2    | V1     | V2     | V1    | V2    | Poz. | Pont | Forrás |
| ---- | ------ | ------- | ------- | ----- | ------ | ------ | ------ | ------ | ------ | ----- | ------ | ----- | ------ | ------ | ------ | ----- | ------ | ------ | ----- | ----- | ------ | ----- | ----- | ------ | ------ | ----- | ----- | ---- | ---- | ------ |
| 2007 | Suzuki | BHGP 13 | BHGP 18 | THR 7 | THR Ki | SIL 11 | SIL 7  | OUL 7  | OUL Ki | SNE 8 | SNE Ki | MON 8 | MON Ki | KNO 11 | KNO Ki | OUL 5 | OUL Ki | MAL 9  | MAL 5 | CRO 4 | CRO 13 | CAD 5 | CAD 4 | DON Ki | DON Ki | BHI 5 | BHI 3 | 9.   | 152  |        |
| 2008 | Honda  | BHGP T  | BHGP T  | THR 2 | THR 1  | OUL 6  | OUL Ki | BHGP 3 | BHGP 1 | DON 6 | DON 3  | SNE 4 | SNE 3  | MAL 3  | MAL 3  | OUL 6 | OUL 2  | KNO Ki | KNO 7 | CAD 5 | CAD 13 | CRO 4 | CRO 3 | SIL 2  | SIL Ki | BHI 2 | BHI 4 | 3.   | 318  | [ 12 ] |

### Teljes Supersport-eredménylistája
| Év   | Motor  | 1     | 2     | 3     | 4     | 5     | 6     | 7     | 8      | 9     | 10     | 11    | 12     | 13    | 14    | Poz.   | Pont | Forrás |
| ---- | ------ | ----- | ----- | ----- | ----- | ----- | ----- | ----- | ------ | ----- | ------ | ----- | ------ | ----- | ----- | ------ | ---- | ------ |
| 2005 | Honda  | QAT   | AUS   | ESP   | ITA   | EUR   | SMR   | CZE   | GBR 10 | NED   | GER    | ITA   | FRA    |       |       | 27.    | 6    | [ 13 ] |
| 2006 | Honda  | QAT   | AUS   | ESP   | ITA   | EUR   | SMR   | CZE   | GBR 5  | NED   | GER    | ITA   | FRA    | 29.   | 11    | [ 14 ] |      |        |
| 2009 | Yamaha | AUS 4 | QAT 3 | SPA 1 | NED 2 | ITA 1 | RSA 2 | USA 3 | SMR 1  | GBR 1 | CZE Ki | GER 1 | ITA Ki | FRA 2 | POR 4 | 1.     | 243  | [ 8 ]  |

### Teljes Superbike-eredménylistája
(Táblázat értelmezése)

(Félkövér: pole-pozícióból indult; dőlt: leggyorsabb kört futott) 

| Év   | Motor  | 1      | 1     | 2      | 2     | 3     | 3     | 4     | 4      | 5     | 5      | 6     | 6     | 7      | 7     | 8      | 8     | 9     | 9      | 10    | 10    | 11     | 11    | 12     | 12    | 13    | 13    | 14    | 14    | Poz. | Pont | Forrás |
| Év   | Motor  | V1     | V2    | V1     | V2    | V1    | V2    | V1    | V2     | V1    | V2     | V1    | V2    | V1     | V2    | V1     | V2    | V1    | V2     | V1    | V2    | V1     | V2    | V1     | V2    | V1    | V2    | V1    | V2    | Poz. | Pont | Forrás |
| ---- | ------ | ------ | ----- | ------ | ----- | ----- | ----- | ----- | ------ | ----- | ------ | ----- | ----- | ------ | ----- | ------ | ----- | ----- | ------ | ----- | ----- | ------ | ----- | ------ | ----- | ----- | ----- | ----- | ----- | ---- | ---- | ------ |
| 2008 | Honda  | QAT    | QAT   | AUS    | AUS   | ESP   | ESP   | NED   | NED    | ITA   | ITA    | USA   | USA   | GER    | GER   | SMR    | SMR   | CZE   | CZE    | GBR   | GBR   | EUR Ki | EUR 2 | ITA    | ITA   | FRA   | FRA   | POR 4 | POR 9 | 23.  | 27   | [ 15 ] |
| 2010 | Yamaha | AUS Ki | AUS 9 | POR 14 | POR 3 | SPA 7 | SPA 9 | NED 8 | NED Ki | ITA 3 | ITA Ki | RSA 8 | RSA 4 | USA 11 | USA 3 | SMR Ki | SMR 4 | CZE 3 | CZE 14 | GBR 1 | GBR 1 | GER 3  | GER 4 | ITA 10 | ITA 3 | FRA 1 | FRA 2 |       |       | 5.   | 284  | [ 16 ] |

### Teljes MotoGP-eredménylistája
| Szezon   | Géposztály | Motor         | Csapat                       | Versenyek | Győzelem | Dobogó | Pole | LKör | Pont | Poz. |
| -------- | ---------- | ------------- | ---------------------------- | --------- | -------- | ------ | ---- | ---- | ---- | ---- |
| 2011     | MotoGP     | Yamaha YZR-M1 | Monster Yamaha Tech 3        | 16        | 0        | 0      | 0    | 0    | 70   | 12.  |
| 2012     | MotoGP     | Yamaha YZR-M1 | Monster Yamaha Tech 3        | 18        | 0        | 2      | 0    | 1    | 151  | 7.   |
| 2013     | MotoGP     | Yamaha YZR-M1 | Monster Yamaha Tech 3        | 18        | 0        | 4      | 2    | 0    | 188  | 5.   |
| 2014     | MotoGP     | Ducati GP14   | Ducati Team                  | 17        | 0        | 1      | 0    | 0    | 74   | 13   |
| 2015     | MotoGP     | Honda RC213V  | Team LCR                     | 18        | 0        | 1      | 0    | 0    | 125  | 8.   |
| 2016     | MotoGP     | Honda RC213V  | Team LCR                     | 18        | 2        | 4      | 1    | 3    | 141  | 7.   |
| 2017     | MotoGP     | Honda RC213V  | Team LCR                     | 18        | 0        | 1      | 0    | 0    | 112  | 9.   |
| 2018     | MotoGP     | Honda RC213V  | Team LCR                     | 15        | 1        | 3      | 1    | 0    | 148  | 7.   |
| 2019     | MotoGP     | Honda RC213V  | Team LCR                     | 19        | 0        | 3      | 0    | 0    | 133  | 9.   |
| 2020     | MotoGP     | Honda RC213V  | Team LCR                     | 11        | 0        | 3      | 0    | 0    | 32   | 18.  |
| 2021     | MotoGP     | Yamaha YZR-M1 | Petronas Yamaha SRT          | 2         | 0        | 0      | 0    | 0    | 0    | 28.  |
| 2021     | MotoGP     | Yamaha YZR-M1 | Monster Energy Yamaha MotoGP | 2         | 0        | 0      | 0    | 0    | 0    | 28.  |
| 2022     | MotoGP     | Yamaha YZR-M1 | WithU Yamaha RNF MotoGP Team | 5         | 0        | 0      | 0    | 0    | 10   | 25.  |
| Összesen | Összesen   | Összesen      | Összesen                     | 178       | 3        | 19     | 4    | 4    | 1184 |      |

(Táblázat értelmezése)

(Félkövér: pole-pozícióból indult; dőlt: leggyorsabb kört futott) 

| Év   | Géposztály | Motor  | 1      | 2      | 3      | 4      | 5      | 6      | 7      | 8      | 9      | 10     | 11     | 12     | 13     | 14     | 15     | 16     | 17     | 18     | 19     | 20     | Helyezés | Pont |
| ---- | ---------- | ------ | ------ | ------ | ------ | ------ | ------ | ------ | ------ | ------ | ------ | ------ | ------ | ------ | ------ | ------ | ------ | ------ | ------ | ------ | ------ | ------ | -------- | ---- |
| 2011 | MotoGP     | Yamaha | QAT 11 | SPA 8  | POR 8  | FRA Ki | CAT 7  | GBR Ni | NED 14 | ITA Ki | GER 14 | USA Ki | CZE Ki | IND 11 | RSM 10 | ARA 9  | JPN 11 | AUS Ki | MAL T  | VAL 4  |        |        | 12.      | 70   |
| 2012 | MotoGP     | Yamaha | QAT 4  | SPA 4  | POR 5  | FRA 8  | CAT 5  | GBR 6  | NED 5  | GER 8  | ITA 6  | USA 5  | IND Ki | CZE 3  | RSM Ki | ARA 4  | JPN Ki | MAL Ki | AUS 3  | VAL Ki |        |        | 7.       | 152  |
| 2013 | MotoGP     | Yamaha | QAT 5  | AME 4  | SPA 5  | FRA 2  | ITA 3  | CAT Ki | NED 3  | GER 2  | USA 7  | IND 5  | CZE 17 | GBR 7  | RSM 6  | ARA 6  | MAL 6  | AUS 4  | JPN 7  | VAL Ki |        |        | 5.       | 188  |
| 2014 | MotoGP     | Ducati | QAT 6  | AME Ki | ARG    | SPA Ki | FRA 11 | ITA Ki | CAT Ki | NED 9  | GER 10 | IND 8  | CZE Ki | GBR 12 | RSM 9  | ARA 3  | JPN Ki | AUS Ki | MAL Ki | VAL 5  |        |        | 13.      | 74   |
| 2015 | MotoGP     | Honda  | QAT 7  | AME 7  | ARG 3  | SPA 4  | FRA Ki | ITA Ki | CAT Ki | NED 6  | GER 7  | IND 8  | CZE Ki | GBR Ki | RSM 11 | ARA 7  | JPN 6  | AUS 7  | MAL 5  | VAL 9  |        |        | 8.       | 125  |
| 2016 | MotoGP     | Honda  | QAT Ki | ARG Ki | AME 17 | SPA 11 | FRA Ki | ITA 11 | CAT 6  | NED Ki | GER 2  | AUT 15 | CZE 1  | GBR 2  | RSM 8  | ARA 5  | JPN 5  | AUS 1  | MAL Ki | VAL Ki |        |        | 7.       | 141  |
| 2017 | MotoGP     | Honda  | QAT Ki | ARG 3  | AME 4  | ESP Ki | FRA 5  | ITA Ki | CAT 11 | NED 4  | GER 10 | CZE 5  | AUT 15 | GBR 5  | RSM 13 | ARA Ki | JPN Ki | AUS 5  | MAL 15 | VAL 8  |        |        | 9.       | 112  |
| 2018 | MotoGP     | Honda  | QAT 4  | ARG 1  | AME 19 | ESP Ki | FRA 8  | ITA 6  | CAT 4  | NED 6  | GER Ki | CZE 5  | AUT 4  | GBR T  | RSM 3  | ARA Ki | THA 7  | JPN 2  | AUS Ni | MAL    | VAL    |        | 7.       | 148  |
| 2019 | MotoGP     | Honda  | QAT 3  | ARG 13 | AME Ki | ESP 8  | FRA 9  | ITA 8  | CAT Ki | NED 7  | GER 3  | CZE 5  | AUT Ki | GBR 6  | RSM Ki | ARA 6  | THA 12 | JPN 5  | AUS 2  | MAL Ki | VAL Ki |        | 9.       | 133  |
| 2020 | MotoGP     | Honda  | ESP Ni | ANC 13 | CZE 13 | AUT 15 | STY 17 | RSM Ni | EMR    | CAT 10 | FRA Ki | ARA 8  | TER 11 | EUR Ki | VAL 13 | POR 13 |        |        |        |        |        |        | 18.      | 32   |
| 2021 | MotoGP     | Yamaha | QAT    | DOH    | POR    | ESP    | FRA    | ITA    | CAT    | GER    | NED    | STY 17 | AUT 17 | GBR 17 | ARA 16 | RSM    | AME    | EMR    | ALG    | VAL    |        |        | 28.      | 0    |
| 2022 | MotoGP     | Yamaha | QAT    | IND    | ARG    | AME    | POR    | ESP    | FRA    | ITA    | CAT    | GER    | NED    | GBR    | AUT    | RSM    | ARA 14 | JPN 15 | THA 19 | AUS 13 | MAL 12 | VAL 16 | 25.      | 10   |

* Szezon folyamatban.